# 赵韶
赵韶（？—357年），天水郡南安县（今甘肃省天水市）人。
前秦苻生为太子时，赵韶为太子门大夫。355年，苻生即位，任命赵韶为尚书右仆射，太子舍人赵诲为中护军，著作郎董荣为尚书。赵韶与董荣等结党营私，败坏政治，屡进谗言，杀害朝廷重臣，为朝廷大臣所嫉。九月，苻生杀掉了皇后梁氏以及毛贵、梁楞、梁安。右仆射赵韶、中护军赵诲，都是洛州刺史赵俱的堂弟，是苻生的宠臣。苻生任命赵俱为尚书令，赵俱以病推辞，并对赵韶、赵诲说：“汝等不复顾祖宗，欲为灭门之事！毛、梁何罪，而诛之？吾何功，而代之？汝等可自为，吾其死矣！”于是赵俱忧郁而死。苻生任命辛牢代理尚书令，任命赵韶为左仆射，尚书董荣为右仆射，中护军赵诲为司隶校尉。丞相雷弱儿性格耿直，因赵韶、董荣败坏朝政，他在朝廷公开批评两人。赵韶、董荣便向苻生进谗言诬陷雷弱儿。苻生于是杀掉了雷弱儿及其九个儿子、二十七个孙子。356年，赵韶厌恶司空王堕的外甥、洛州刺史杜郁，向苻生进谗，说杜郁和东晋来往，苻生于是杀死杜郁。357年，苻坚杀死苻生，就去掉了皇帝的称号，称为大秦天王，在太极殿即位。杀掉了苻生的宠臣中书监董荣、左仆射赵韶等二十多人。